# Đồng del Vietnam del Nord
Il đồng (IPA: dɔŋ) era la valuta del Vietnam del Nord dal 3 novembre 1946 al 2 maggio 1978. Il codice ISO 4217 è VND. Era emesso dalla Banca Statale del Vietnam. Il simbolo era ₫ ed era suddiviso in 10 hào suddiviso a sua volta in 100 xu

## Etimologia
In Vietnamita, đồng letteralmente significa rame. Ciò origina dalla pratica di coniare monete in rame prima della colonizzazione francese. Quando il Vietnam divenne parte dell'Indocina francese, l'unità valutaria standard divenne la Piastra dell'Indocina francese. I testi vietnamiti su questa moneta la chiamano đồng o, più di rado, il bạc ("argento").

## Storia
Nel 1946 il governo del Vietnam del Nord introdusse la propria valuta. il đồng, che sostituì la piastra dell'Indocina francese alla pari. Due rivalutazioni si ebbero nel 1951 e nel 1958. La prima fu ad un tasso di 100:1 e la seconda di 1000:1.

## Monete

### Emissione 1946
Nel 1946, la Banca Statale del Vietnam emise le monete da 20 xu, 5 Hao e 1 Đồng in alluminio e le monete da2 Đồng in bronzo, con le 20 monete Xu datate 1945. Furono le uniche monete rilasciate per questa valuta fino al 1958.

### Emissione 1959
Nel 1958, sono state emesse monete di alluminio forate da 1, 2 e 5 xu. Queste furono le ultime monete emesse.

## Banconote

### Serie del 1946
Il governo del Vietnam del Nord (Việt Nam Dân Chu Cong Hoa) ha emesso due forme di moneta cartacea per questa valuta, le banconote vietnamite (Giấy Bạc Việt Nam) e "Banconote di credito" (Tín Phiếu). Nel 1946, furono introdotte le banconote in tagli da 20 e 50 xu, 1, 5, 20, 50, 100 Đồng, insieme alle banconote di credito da 1 Đồng. Queste sono state susseguite nel 1948 da banconote da 10 Đồng e banconote di credito da 20 Đồng, nel 1949 di banconote da 500 Đồng, e nel 1950 da banconote di 200  Đồng e banconote di credito da 100, 500 e 1000 Đồng.

### Serie del 1951
Nel 1951, la Banca Statale del Vietnam (Ngân hàng quốc gia Việt Nam)) ha introdotto banconote da 20, 50, 100, 200, 500 e 1000 Đồng, e banconote di credito da 5000 Đồng, emesse nel 1953. Queste furono le uniche banconote in circolazione tra il 1951 e il 1958.

### Serie del 1959
Nel 1958, la Banca Statale ha introdotto monete da 1 xu, 1, 2 e 5 hòo, 1, 2, 5 e 10 Đồng. Nel 1964, ha introdotto banconote di credito da 2 xu, seguite da quelle da 5 xu, e da quelle da 1 e 2 hào nel 1975.

## Galleria d'immagini

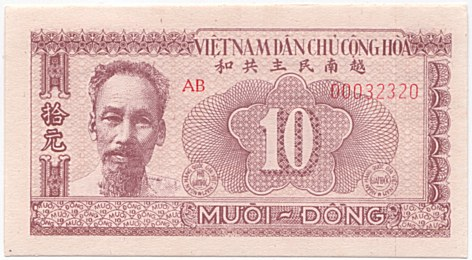
10 Dong (1951),
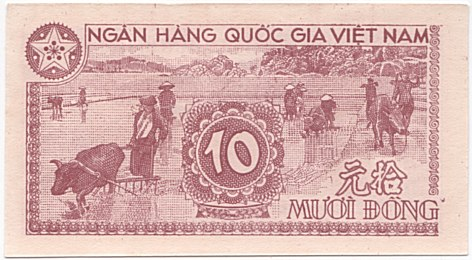
10 Dong (1951),
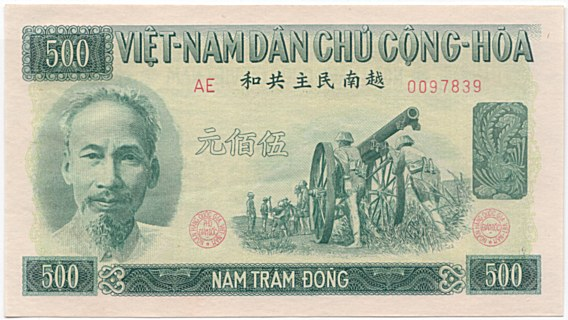
500 Dong (1951),
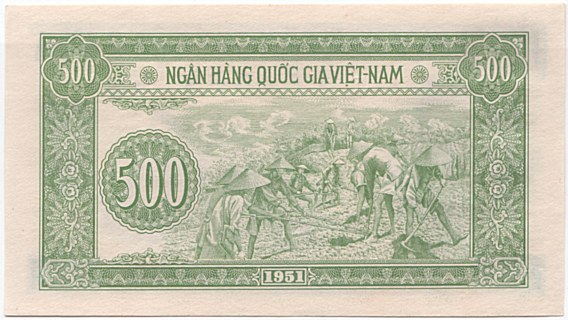
500 Dong (1951),
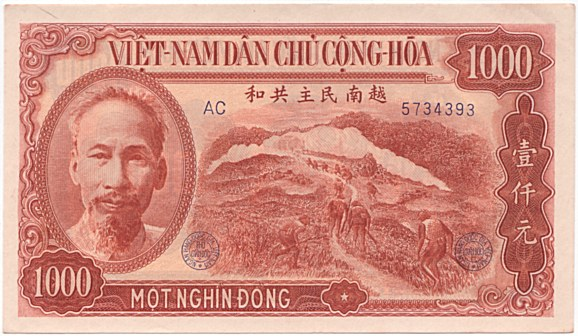
1000 Dong (1951),
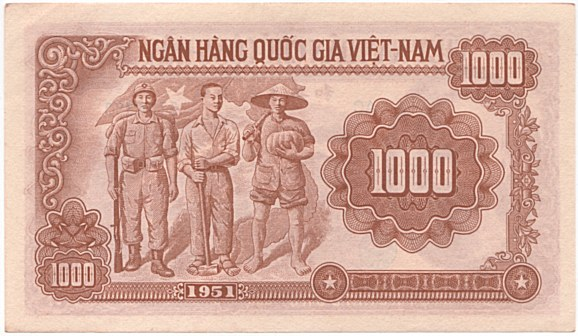
1000 Dong (1951),
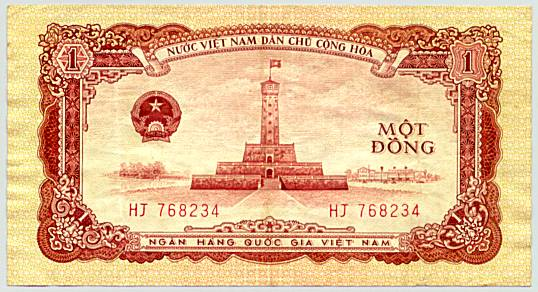
1 Dong (1958),
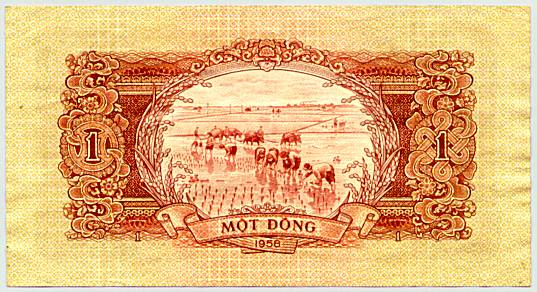
1 Dong (1958),
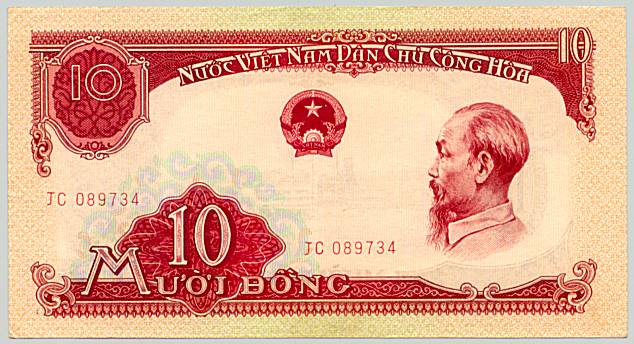
10 Dong (1958),
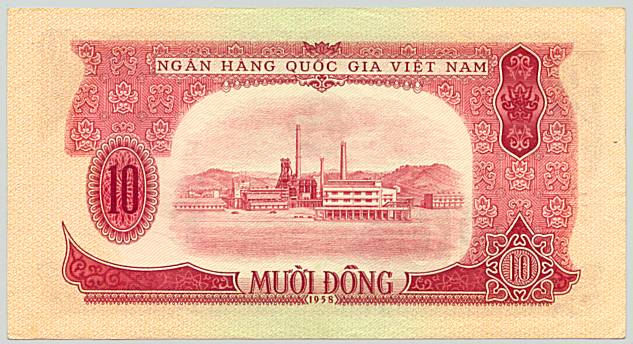
10 Dong (1958),